# 電気抵抗率

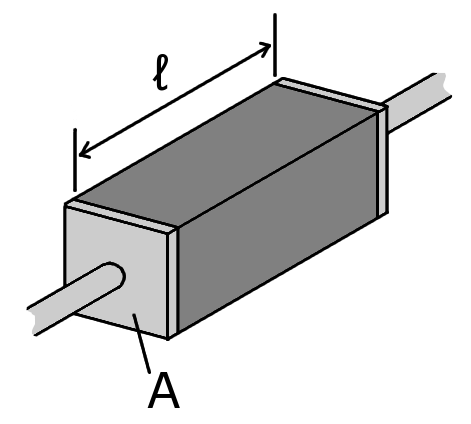

電気抵抗率（でんきていこうりつ、英語：electrical resistivity）は、どんな材料が電気を通しにくいかを比較するために、用いられる物性値である。単に、抵抗率（resistivity）、比抵抗（specific electrical resistance）とも呼ばれる。単位は、オームメートル（Ω･m）である。慣例的に Ω･cm もよく使われる。
電気抵抗 {\displaystyle R} の値は、電気抵抗率を {\displaystyle \rho }(ロー)、導体の長さを {\displaystyle l} 、導体の断面積を {\displaystyle A}  とすると次の式で示される。
{\displaystyle R=\rho {\frac {l}{A}}}
すなわち、電気抵抗率 {\displaystyle \rho } の値は、次の式で表される。
{\displaystyle \rho ={\frac {RA}{l}}}
電気抵抗率 {\displaystyle \rho } の逆数 {\displaystyle {\frac {1}{\rho }}} を電気伝導率（導電率）と呼ぶ。

## 体積抵抗率
単にある導体の電気抵抗というと、抵抗の大きさは断面積に反比例し、長さに比例するので、形状や寸法によらない物性値として電気抵抗率という値を用いる。樹脂などの分野では体積抵抗率（volume resistivity）・体積固有抵抗ともいう。これは絶縁性能を議論する時、材料の内部の導通する電流に加えて表面を導通する電流の寄与が大きくなるので、表面抵抗率（シート抵抗）と区分するために体積抵抗率という用語が用いられるのだと思われる。

## 依存性
電気抵抗率は自由電子の数密度が大きく影響する。自由電子の数が多ければ多いほど電気抵抗率は低くなり、少なければ少ないほど電気抵抗率は高くなる。自由電子の数が限りなく0であれば、それは絶縁体である。
電気抵抗率は、温度で変わる他、材料の不純物の量、塑性ひずみの有無によっても変わる。

## 電気抵抗率の値
工業的には、導体の電気抵抗率は IACS: International Annealed Copper Standard （国際焼きなまし銅線標準）という名の "標準焼きなまし銅線" を100%とした場合の導線が何%の導電性をもつかという比較値で表されることもある。